# Dolors Piera
Pour les articles homonymes, voir Piera (homonymie).
Dolors Piera i Llobera, née le 21 juillet 1910 à Puigverd d'Agramunt en Espagne et morte le 20 octobre 2002 à Santiago au Chili est une institutrice et syndicaliste féministe espagnole. Fondatrice de la Federació Catalana de Treballadors de l'Ensenyament (FCTE-UGT) (« Fédération catalane des travailleurs de l'enseignement (FCTE-UGT) »). Elle est secrétaire générale de l'Unió de Dones de Catalunya (« Union des femmes de Catalogne ») et première femme à siéger à la mairie de Barcelone de 1937 à 1939 au sein du Parti socialiste unifié de Catalogne (PSUC) lors de la Seconde République espagnole.

## Biographie

### Jeunesse et formation
Issue d'une famille de tradition républicaine, son grand-père maternel, Pau Llobera, se porte volontaire comme milicien lors de la Première République ; il est également à l'origine de la création du centre républicain de Puigverd d'Agramunt. Son père est un instituteur catalan progressiste impliqué dans la diffusion de l'éducation nouvelle en Catalogne,. Dolors Piera passe la majorité de son enfance aux côtés de son père, dans sa classe, le remplaçant à l'occasion. 

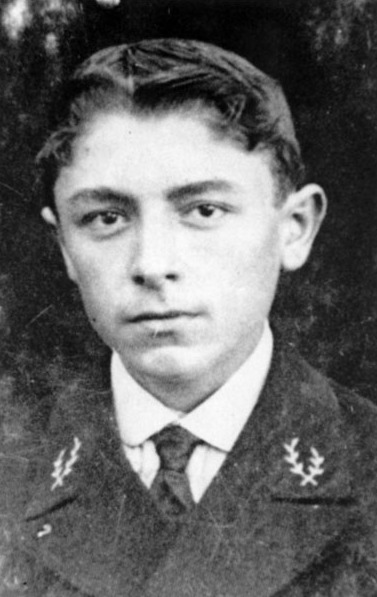
Le pédagogue français Célestin Freinet est l'une des principales inspirations de Dolors Piera i Llobera.

En 1924, elle commence sa formation d’institutrice à l'école normale de Lérida et sort diplômée en 1928. Pendant sa scolarité, elle est initiée à la méthode Montessori et à la pédagogie de Célestin Freinet par sa professeure, Josefa Úriz Pi (ca),,. Dans le contexte de la dictature de Primo de Rivera et de la répression de la démocratie et de la culture catalane, l'enseignement libéral et catalaniste porté par une partie minoritaire des professeurs de l'école normale de Lérida s'impose comme une forme de résistance au gouvernement. De nature informelle, ces réunions, le plus souvent à l'air libre dans les montagnes proches de Lérida, visent à expérimenter de nouvelles formes pédagogiques dans un cadre laïque. Elles se structurent pendant la dictature autour du mouvement « Batec » (du catalan, signifiant le battement du cœur) que Dolors Piera participe à fonder,.

### Débuts dans l'enseignement et syndicalisme
Elle commence son activité professionnelle en 1928 où elle enseigne dans différentes écoles de Barcelone, puis à Bell-Lloc d'Urgell à partir de 1931, et l'année d'après à Balaguer où elle enseigne aux côtés de son ancienne professeure Josefa Úriz Pi, fondatrice de la Federació de Treballadors de l’Ensenyament (FETE) (« Fédération des Travailleurs de l'Enseignement (FETE) »), à laquelle elle adhère en 1934. Elle prend finalement ses fonctions de façon plus définitive à Vilafranca del Penedès en 1934 où elle rencontre son mari, lui aussi professeur,. 
Ensemble, le couple diffuse activement la méthode Freinet en Espagne,, notamment l'importance de la mixité des genres et l'importance des travaux de groupe. Si leurs méthodes sont d'abord encouragées par les autorités provinciales, notamment à Vilafranca, le changement de politique pendant la période du bienio noir leur vaut un avertissement administratif,. En 1935, elle devient secrétaire générale de la FETE-UGT à Barcelone, et fait partie de la délégation représentant la Catalogne au congrès d'État des syndicats d'enseignants tenu à Madrid en juin 1936 où elle intervient notamment pendant le discours de clôture puis au Congrès mondial à Paris en 1937. Dans le cadre de ses fonctions syndicales, elle participe à la rédaction de plusieurs revues éducatives socialistes à l'instar de la Colaboración et de la Escola Proletària.

### Engagement politique et guerre d'Espagne
En 1935, forte de son engagement syndical, Dolors Piera s'engage en politique. Aux côtés de dissidents du Bloc ouvrier et paysan, elle rejoint le Parti socialiste ouvrier espagnol (PSOE) dans l'intention de porter une voix catalaniste à gauche et intègre le comité central,,. En 1936, la fusion du PSOE, du Parti communiste espagnol (PCE), de l'Union socialiste de Catalogne et du Parti catalan prolétaire dont elle est l'une des instigatrices donne naissance au Parti socialiste unifié de Catalogne (PSUE). Au sein de ce nouveau parti, elle devient la secrétaire générale de la section féminine du parti,,. Dans ce cadre là, elle organise du 6 au 8 novembre 1937 un « congrès national des femmes » au palais de la musique catalane de Barcelone qui donne naissance à l'« Union des femmes de Catalogne », organisation qui entend associer les combats féministe et antifasciste,,. L'Union des femmes de Catalogne va s'imposer comme l'une des principales organisations féministes espagnoles sous la République.
Dans le même temps, le début de la guerre d'Espagne entraine une réorganisation profonde des syndicats enseignants qui affirment leur caractère antifasciste. Quelques jours après le début de la guerre, le syndicat de Dolors Piera est renommé en Federació Catalana de Treballadors de l’Ensenyament (FCTE) (« Fédération Catalane des Travailleurs de l'Enseignement (FCTE) ») et Dolors Piera est élue secrétaire de la Section nationale des enseignants de Barcelone en 1937. La FCTE tient son premier et unique congrès à Barcelone en janvier 1938.
En 1937, elle est la représentante du Front d'Esquerres (équivalent local du Front populaire en Catalogne) à Vilafranca del Penedès. C'est dans ce contexte qu'elle rencontre Pere Aznar (ca), son nouveau compagnon et futur député. Après la victoire de la gauche dans la province de Barcelone, elle intègre le conseil municipal en tant que responsable de la culture et de l'éducation de la ville et devient la première femme à siéger à la mairie de Barcelone. La guerre déclarée, ses missions se réorientent essentiellement vers l'accueil et la gestion des réfugiés du front au sein de la ville. En 1937, elle accompagne Dolores Ibárruri à Paris pour rencontrer Léon Blum, elle est à ses côtés lors de son discours au vélodrome d'Hiver.

### Exil et fin de vie
Dolors Piera reste à Barcelone jusqu'à l'arrivée des troupes franquistes dans la ville en 1939. Elle s'exile ensuite en France et continue son combat féministe en participant au congrès mondial des femmes socialistes de Bruxelles en 1939. A Paris, elle travaille au sein de l'Association internationale de la protection de l’enfance (AIPE),. Sous l'occupation, elle est détenue pendant quatre mois à la prison de Fresnes,. À sa sortie, son frère l'incite à quitter la France. À bord du transatlantique Cuba, elle se rend d'abord en République dominicaine puis au Chili en 1940,, où elle rejoint Pere Aznar, lui-même chargé de l'accueil des réfugiés espagnols du Winnipeg dans le pays,.
Au Chili, elle crée le Centre catalan de Santiago en 1941, destiné à organiser l'accueil des réfugiés catalans républicains dans le but de maintenir un réseau antifasciste important de façon à continuer la lutte à l'extérieur du pays,. En 1945, le couple est exclu du PSUC en raison de leurs critiques vis-à-vis de la trop grande dépendance du parti au Komintern et de la politique de Staline,,. Ils demandent alors à intégrer le Parti socialiste catalan du Mexique, où ils ont de nombreux contacts à l'instar de Manuel Serra, ce qui leur est refusé après l'annonce publique de leurs exclusions respectives.
Le couple s'installe alors durablement à Santiago où Dolors Piera reprend son activité d'enseignante jusqu'à sa retraite en 1970, tout en restant proche des milieux éducatifs alternatifs jusque dans les années 1990 en qualité de conseillère sur les questions des programmes scolaires et des enfants aux difficultés singulières. Elle continue également son engagement féministe en organisant le premier congrès des femmes de Santiago, ainsi que la première célébration de la journée internationale des droits des femmes à l'université du Chili.
Elle retourne pour la première fois à Barcelone en 1977 et participe à la manifestation du 11 septembre pour revendiquer une plus grande autonomie de la Catalogne. Elle meurt le 20 octobre 2002 à Santiago où elle est enterrée.

## Hommages et postérités
- En mars 2006 l'université de Lérida crée le centre Dolors Piera dans le but de promouvoir l'égalité des chances et un plus grand accès à l'éducation supérieure aux femmes[14].
- L'école publique de Vilafranca del Penedès porte son nom[15].
- Une place publique de Barcelone porte également son nom[16].